# بن اپلبی
بن اپلبی (انگلیسی: Ben Appleby; ۱۳ ژوئن ۱۸۷۶ – ۲۲ اکتبر ۱۹۶۱) بازیکن فوتبال اهل بریتانیا بود.
از باشگاه‌هایی که در آن بازی کرده‌است می‌توان به باشگاه فوتبال بریستول راورز و باشگاه فوتبال وست برومویچ آلبیون اشاره کرد.